# Милкёвци
Милкёвци (болг. Милкьовци) — село в Болгарии. Находится в Перникской области, входит в общину Трын. Население составляет 30 человек.

## Политическая ситуация
Милкёвци подчиняется непосредственно общине и не имеет своего кмета.
Кмет (мэр) общины Трын — Станислав Антонов Николов (Граждане за европейское развитие Болгарии (ГЕРБ)) по результатам выборов в правление общины.

## Известные уроженцы
- Алексиев, Добри (1914–2004) – болгарский политик.